# Sebastián Battaglia
Sebastián Alejandro Battaglia (ur. 8 listopada 1980 w Santa Fe) – argentyński piłkarz występujący na pozycji defensywnego lub prawego pomocnika.

## Kariera klubowa
Sebastián Battaglia zawodową karierę rozpoczynał w 1998 roku w Club Atlético Boca Juniors. Początkowo pełnił tam rolę rezerwowego i rzadko kiedy dostawał szanse występów, natomiast miejsce w podstawowej jedenastce miał zapewnione podczas rozgrywek Apertura i Clausura w 2000 roku. Następnie argentyński pomocnik stracił miejsce w wyjściowym składzie i odzyskał je dopiero w turnieju zamknięcia w 2002 roku.
W 2004 roku Battaglia trafił do Villarrealu, w barwach którego 4 stycznia w przegranym 4:2 wyjazdowym meczu z Valencią zadebiutował w hiszpańskiej Primera División. W pierwszym sezonie występów w barwach „Żółtej Łodzi Podwodnej” Argentyńczyk dotarł do półfinału Pucharu UEFA. W linii pomocy Villarrealu miał okazję grać u boku takich zawodników jak Juan Román Riquelme, Santi Cazorla, Antonio Guayre oraz Marcos Senna.
Battaglia powrócił jednak do Boca Juniors na turniej otwarcia w 2005 roku i wywalczył sobie miejsce w wyjściowym składzie. W 2006 roku na ligowych boiskach argentyński pomocnik pojawił się łącznie tylko sześć razy, jednak od 2007 roku ponownie stał się podstawowym graczem Boca. Razem z ekipą „Xeneizes” Battaglia odniósł już wiele sukcesów, między innymi cztery razy wygrał rozgrywki Copa Libertadores oraz sześć razy został mistrzem Argentyny.

## Kariera reprezentacyjna
W reprezentacji Argentyny Battaglia zadebiutował 8 października 2005 roku w wygranym 2:0 spotkaniu przeciwko Peru w ramach eliminacji do Mistrzostw Świata 2006, jednak do kadry na turniej finałowy ostatecznie się nie załapał.Battaglia razem z drużyną narodową uczestniczył w eliminacjach do Mistrzostw Świata 2010.

## Sukcesy
| Sezon         | Klub         | Tytuł                     |
| ------------- | ------------ | ------------------------- |
| Clausura 1999 | Boca Juniors | Mistrzostwo Argentyny     |
| 2000          | Boca Juniors | Copa Libertadores         |
| Apertura 2000 | Boca Juniors | Mistrzostwo Argentyny     |
| 2000          | Boca Juniors | Puchar Interkontynentalny |
| 2001          | Boca Juniors | Copa Libertadores         |
| Apertura 2003 | Boca Juniors | Mistrzostwo Argentyny     |
| 2003          | Boca Juniors | Copa Libertadores         |
| 2003          | Boca Juniors | Puchar Interkontynentalny |
| 2005          | Boca Juniors | Copa Sudamericana         |
| 2005          | Boca Juniors | Recopa Sudamericana       |
| Apertura 2005 | Boca Juniors | Mistrzostwo Argentyny     |
| Clausura 2006 | Boca Juniors | Mistrzostwo Argentyny     |
| 2006          | Boca Juniors | Recopa Sudamericana       |
| 2007          | Boca Juniors | Copa Libertadores         |
| 2008          | Boca Juniors | Recopa Sudamericana       |
| Apertura 2008 | Boca Juniors | Mistrzostwo Argentyny     |